# Andraegoidus cruentatus
Andraegoidus cruentatus är en skalbaggsart som först beskrevs av Dupont 1838.  Andraegoidus cruentatus ingår i släktet Andraegoidus och familjen långhorningar.
Artens utbredningsområde är:
- Paraguay.
- Uruguay.

Inga underarter finns listade i Catalogue of Life.